# 1413 Roucarie
1413 Roucarie је астероид главног астероидног појаса са пречником од приближно 21,45 .
Афел астероида је на удаљености од 3,207 астрономских јединица (АЈ) од Сунца, а перихел на 2,834 АЈ.
Ексцентрицитет орбите износи 0,061, инклинација (нагиб) орбите у односу на раван еклиптике 10,227 степени, а орбитални период износи 1917,971 дана (5,251 година).
Апсолутна магнитуда астероида је 10,90 а геометријски албедо 0,167.
Астероид је откривен 12. фебруара 1937. године.